# Trojan Reggae Brothers Box Set
A Trojan Reggae Brothers Box Set egy három lemezes reggae válogatás. 2003-ban adta ki a Trojan Records kiadó.

## Számok

### CD 1
1. Roy Shirley - I Am The Winner
2. Hopeton Lewis - Let Me Come On Home
3. Derrick Morgan - Horse Dead, Cow Fat
4. Hemsley Morris - Little Things
5. Dobby Dobson - Trouble Jim
6. Desmond Dekker - Foo Man Chu
7. Errol Dunkley - The Prodigal Returns (Aka I'm Going Home)
8. Boris Gardiner - A Groovy Kind Of Love
9. Freddie McKay - Tears Won't Help You
10. Roman Stewart - While I Was Walking
11. Dennis Walks - Belly Lick
12. Pat Kelly - The Twelfth Of Never
13. Ken Boothe - Mr Tambourine Man
14. Delroy Wilson - This Old Heart Of Mind
15. Rudy Mills - Every Beat Of My Heart
16. Stranger Cole - Give It To Me
17. Little Roy - Without My Love

### CD 2
1. Barry Biggs - My Cherie Amour
2. Joe White - My Guiding Star (Reggae Version)
3. Derrick Harriott - Laugh It Off
4. Glen Brown - Collie And Wine
5. Nicky Thomas - Schoolgirl
6. Clancy Eccles - Uncle Joe
7. Jimmy Cliff - Dreaming
8. Lloyd Charmers - Colour Him, Father
9. Lord Creator - Molly
10. Winston Francis - Ten Times Sweeter
11. Slim Smith - What Kind Of Life
12. Joe Higgs - Captivity
13. Dave Barker - Loneliness
14. Alton Ellis - Room Full Of Tears
15. Bobby Davis - (I've) Got To Get Away
16. David Isaacs - Just Enough (To Keep Me Hanging On)

### CD 3
1. John Holt - Oh Girl
2. Ken Parker - You Better Go (Aka My Mother's Eyes)
3. Eric Morris - This Magic Moment
4. B.B. Seaton - I'm A Changed Man
5. Freddie McGregor - He Needs Love
6. Jimmy London - Suspicion
7. Horace Andy - Bimbo
8. Lloyd Parks - (Just) Say You Love Me
9. Junior Byles - If You Don't Know Me By Now
10. Ronnie Davis - I've Lost My Lover
11. Dennis Brown - Message To Martha
12. Johnny Clarke - Left With A Broken Heart
13. Owen Gray - Natty Bongo
14. Cornell Campbell - I Will Never Change
15. Jackie Edwards - Ali Baba
16. Junior Murvin - Bad Weed
17. Gregory Isaacs - Handcuff (Hay Mr Babylon)

## Külső hivatkozások
- https://web.archive.org/web/20080423025913/http://www.roots-archives.com/release/1
- http://www.savagejaw.co.uk/trojan/tjetd072.htm Archiválva 2007. november 28-i dátummal a Wayback Machine-ben